# Cerámica persa

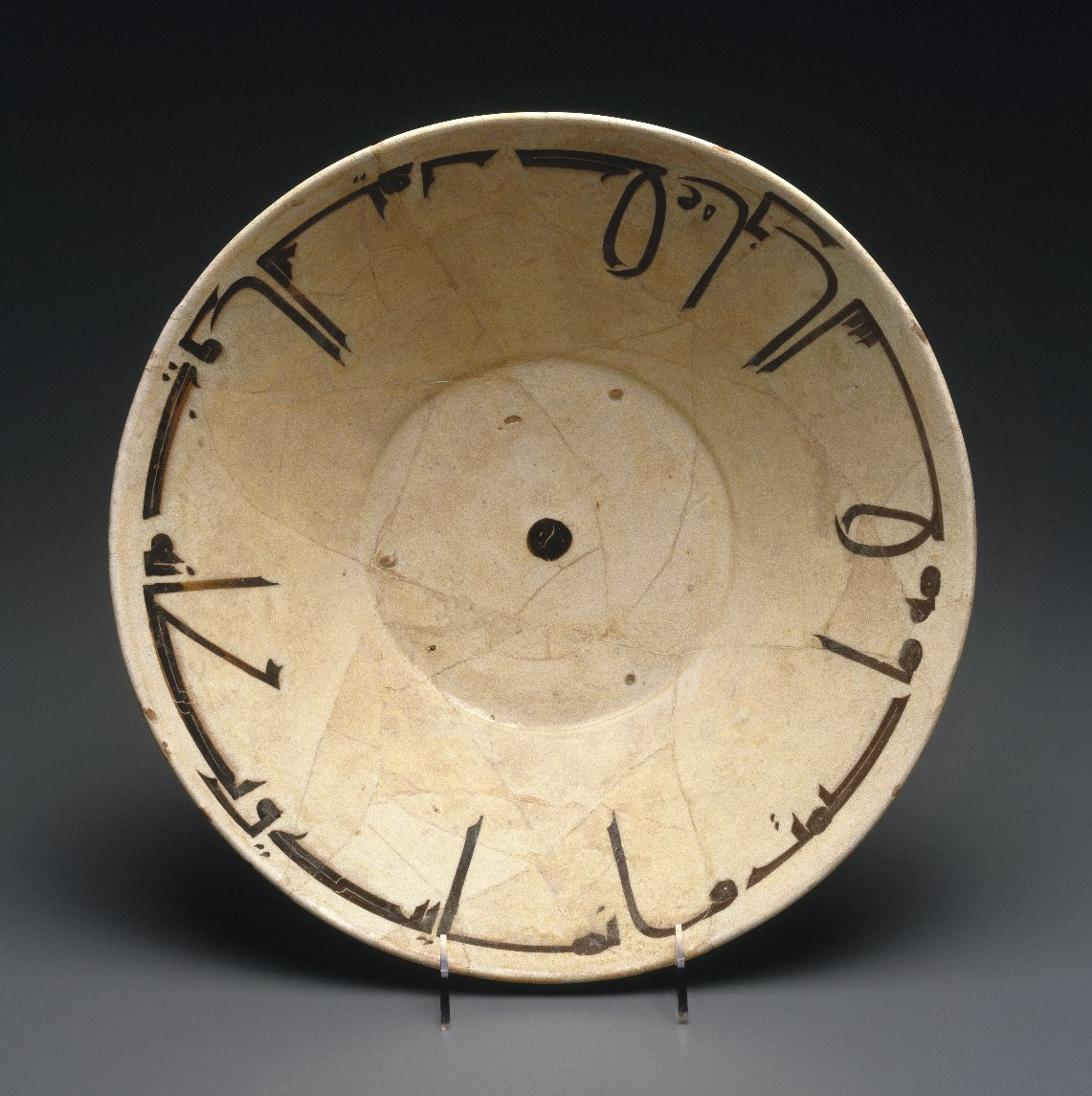
Tazón con la inscripción Kufic,. Museo de Brooklyn.

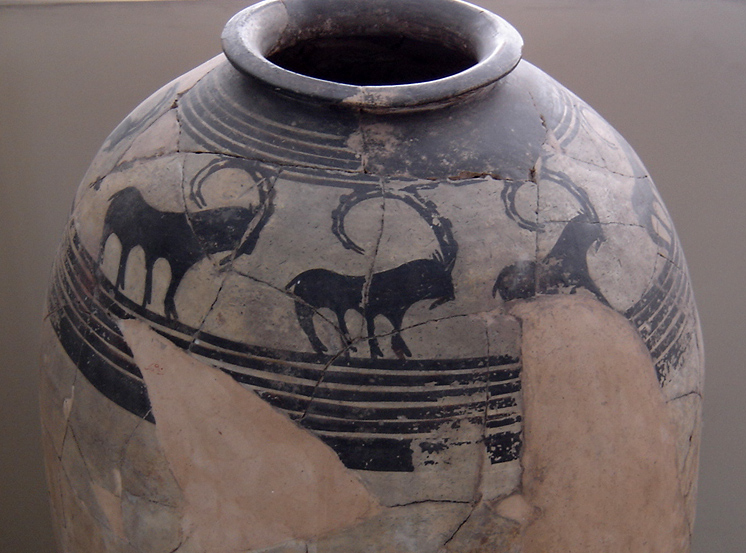
Vasija de cerámica, 4º milenio a. C.

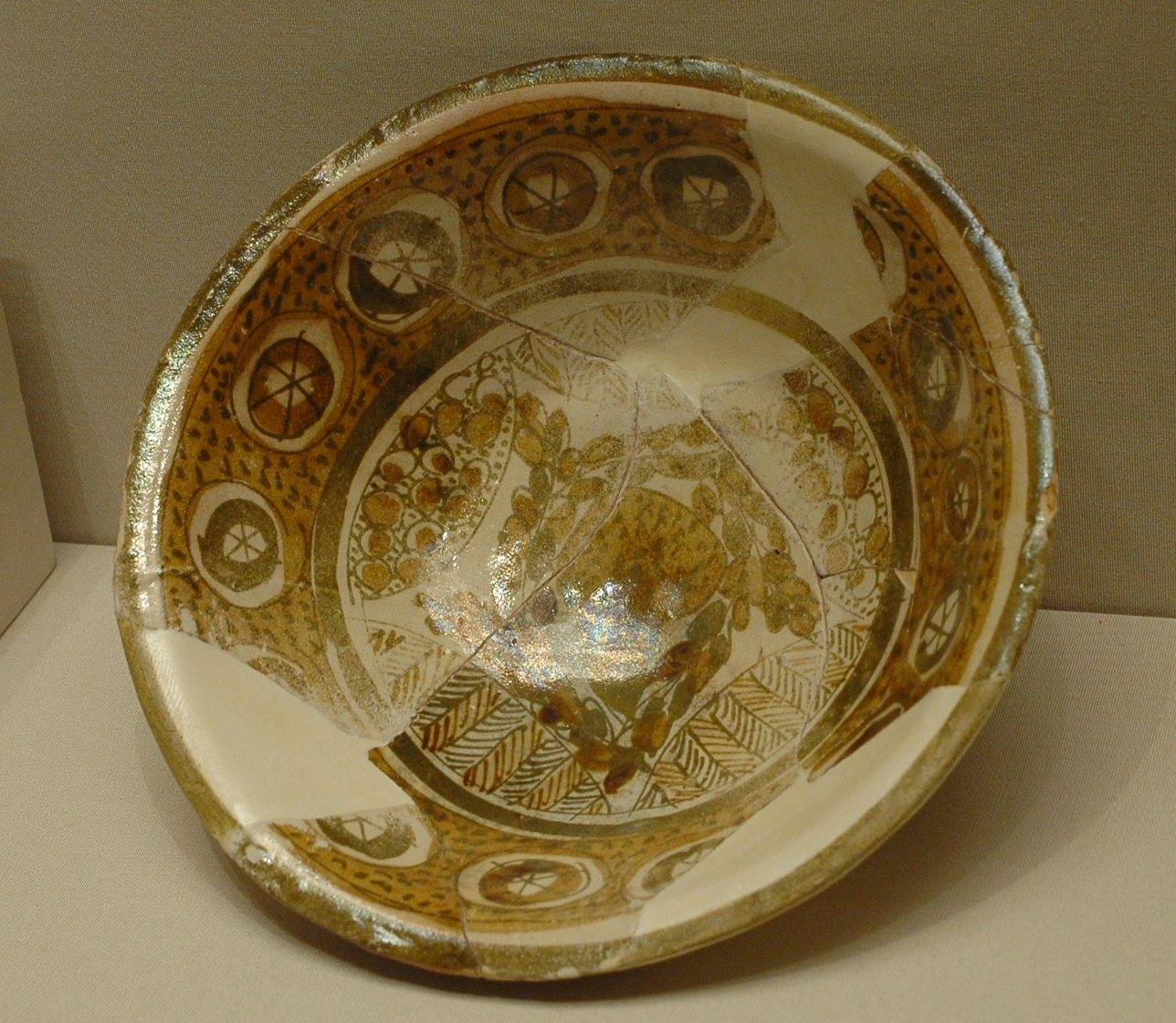
Tazón de loza dorada de Susa,.

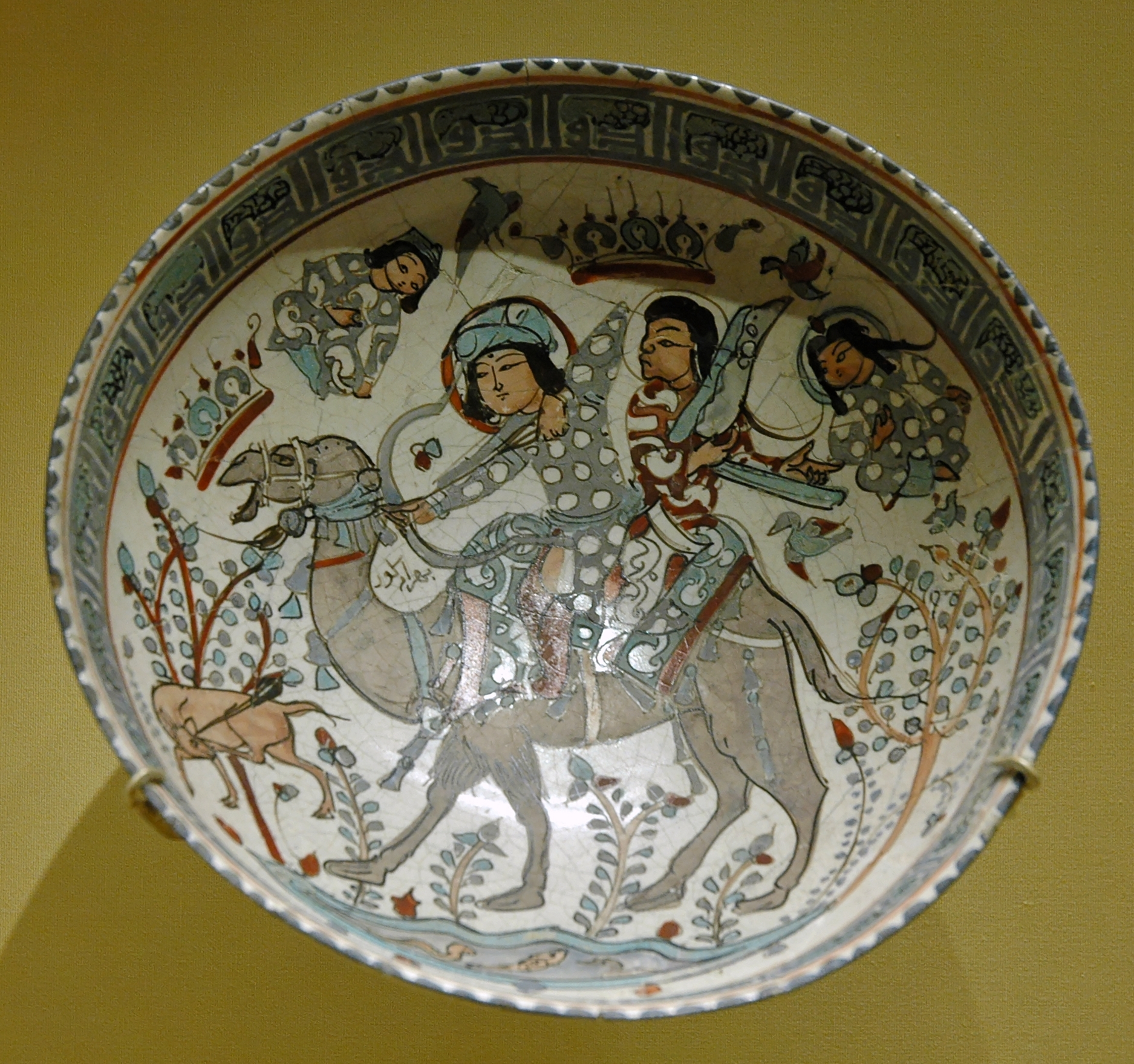
Cuenco con una representación de un rey persa que se encuentra de cacería,, Bahram Gur y Azadeh, Cerámica de mina'i.

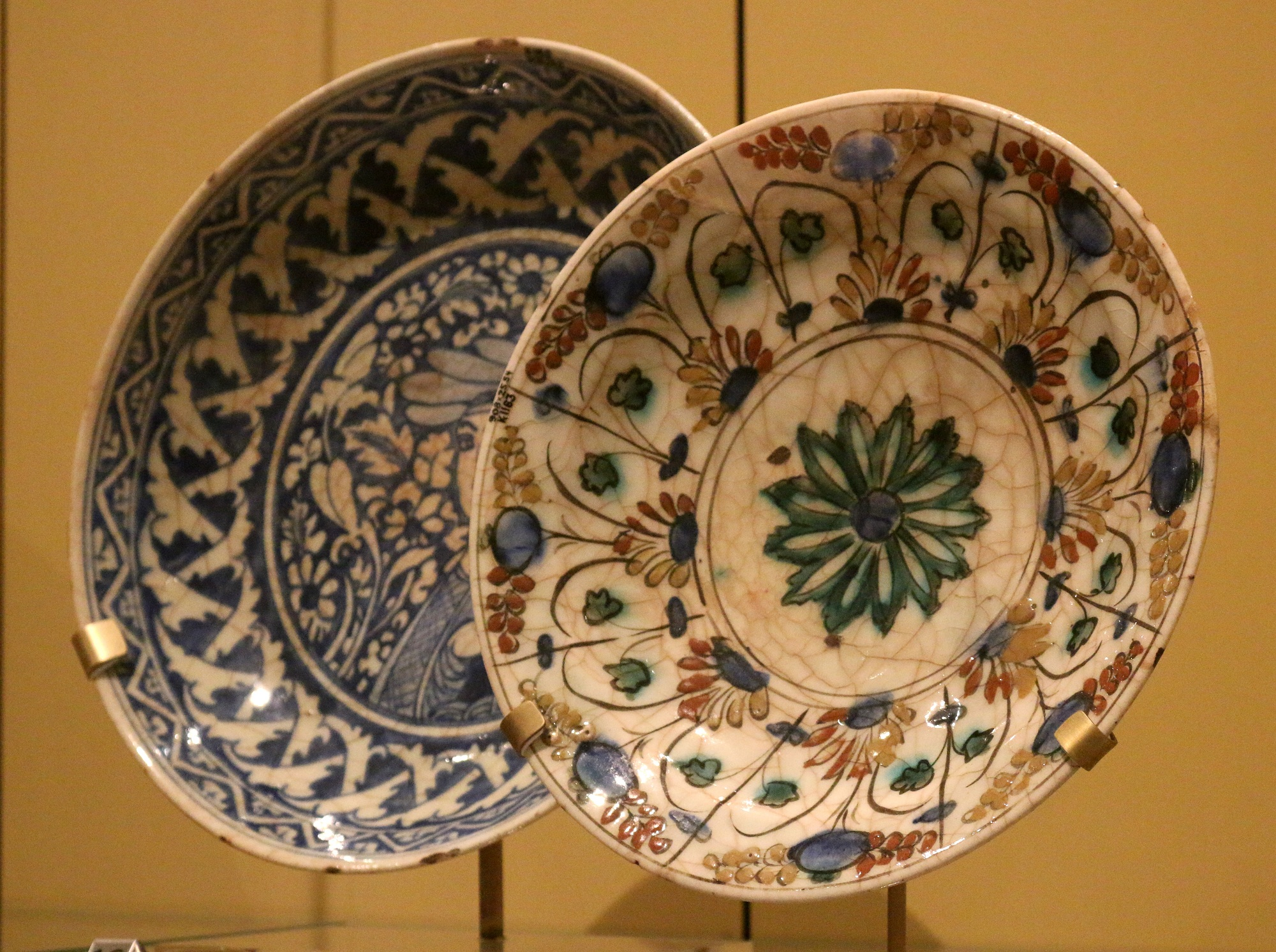
Cerámica persa de Isfahán, del.

Cerámica persa (a veces llamada cerámica iraní) se refiere a los trabajos de alfarería realizados por los artistas de Persia (Irán) y su historia se remonta a principios del Neolítico (7º milenio antes de Cristo).
A través de los siglos, los ceramistas persas han respondido a las demandas y cambios producidos por la agitación política mediante la adopción y el perfeccionamiento de las formas de reciente introducción y la adaptación de ellas en su propia cultura. Esta actitud innovadora ha sobrevivido a través del tiempo e influyó en muchas otras culturas de todo el mundo.
La prohibición islámica sobre el uso de vasos de metales preciosos en la mesa, que había sido habitual para las élites preislámicas del temprano imperio persa, significó que un mercado de cerámica de lujo se abriera, en el cual ceramistas persas pudieron llenar con esmaltes de fantasía tales como en loza dorada y de alta calidad de pintura decorativa.

## Cerámica temprana de Susa
La evidencia de una civilización sobresaliente en pintura-cerámica alrededor de Susa data de alrededor de 5000 a. C. Susa estaba firmemente dentro del ámbito cultural Uruk-Sumerio durante el período de Uruk. Una imitación de todo el aparato estatal de Uruk, proto-escritura, sello cilíndricos con temas sumerios, y arquitectura monumental se encuentra en Susa. Susa pudo haber sido una colonia de Uruk. Como tal, la periodización de Susa corresponde a Uruk; un temprano, medio y tardía y segundo estilo de Susa (3800-3100   a. C.) corresponde a los periodos tempranos, medios y tardíos de Uruk.
Poco después de que Susa fuera por primera vez colonizada hace 6000 años, sus habitantes erigieron un templo en una plataforma monumental que se levantó sobre el paisaje circundante plano. El carácter excepcional del sitio sigue siendo reconocible hoy en el arte de las vasijas de cerámica que fueron colocados como ofrendas en un millar o más comunes cerca de la base de la plataforma del templo. Cerca de dos mil macetas fueron recuperados del cementerio, la mayoría ellos ahora en Louvre. Las vasijas encontradas son un testimonio elocuente de los logros artísticos y técnicos de sus fabricantes, y tienen pistas sobre la organización de la sociedad que les elaboró. Las vasijas de cerámica pintadas de Susa en los primeros estilos son una versión tardía, regional de la tradición cerámica del período Ubaid mesopotámico que se extendió por el Oriente Próximo durante el quinto milenio antes de Cristo.
El primer estilo de Susa que era en gran medida un producto del pasado y de las influencias de las industrias cerámicas contemporáneas en las montañas del oeste de Irán. La recurrencia en estrecha asociación de los buques de tres tipos: una copa de bebida o vaso precipitado, un plato de servir, y un pequeño tarro-implica el consumo de tres tipos de alimentos, al parecer se pensaba que eran tan necesarios para la vida en el más allá, como en esta vida. La cerámica de estas formas, que fueron pintadas, constituyen una gran proporción de los vasos del cementerio. Otros son jarras tipo de tipo cocina y cuencos con simples bandas pintadas en ellos y fueron probablemente los ajuares de los sitios de los ciudadanos más humildes, así como los adolescentes y, tal vez, los niños. La cerámica está hecha cuidadosamente a mano. Aunque una rueda lenta pudo haberse empleado, la asimetría de los vasos y la irregularidad del trazado de las líneas que rodean y bandas indican que la mayor parte del trabajo fue hecho a mano alzada.

## Período islámico temprano
El periodo samánida vio la creación de la cerámica epigráfica. Estas piezas fueron típicamente buques de loza con resbalónes negros con guines de letras en Kufi pintados sobre una base de engobe blanco. Estos recipientes se inscriben con bendiciones o adagios. Samarcanda y Nisapur fueron los dos centros de producción de este tipo de cerámica.
Las innovaciones en la cerámica de este período incluyen la producción de artículos de Minai, esmaltado con figuras sobre un fondo blanco, y el uso de frita, una pasta a base de silicio, en lugar de arcilla.  Metalworkers highlighted their intricate hammered designs with precious metal inlays.
Un alfarero, Abu Zayd Ibn Muhammad Ibn Abu Zayd (c. 1186 — 1219, Kashan) - tiene 15 piezas firmadas en su autoría, más que cualquier otro alfarero iraní medieval.

## Periodo safawí

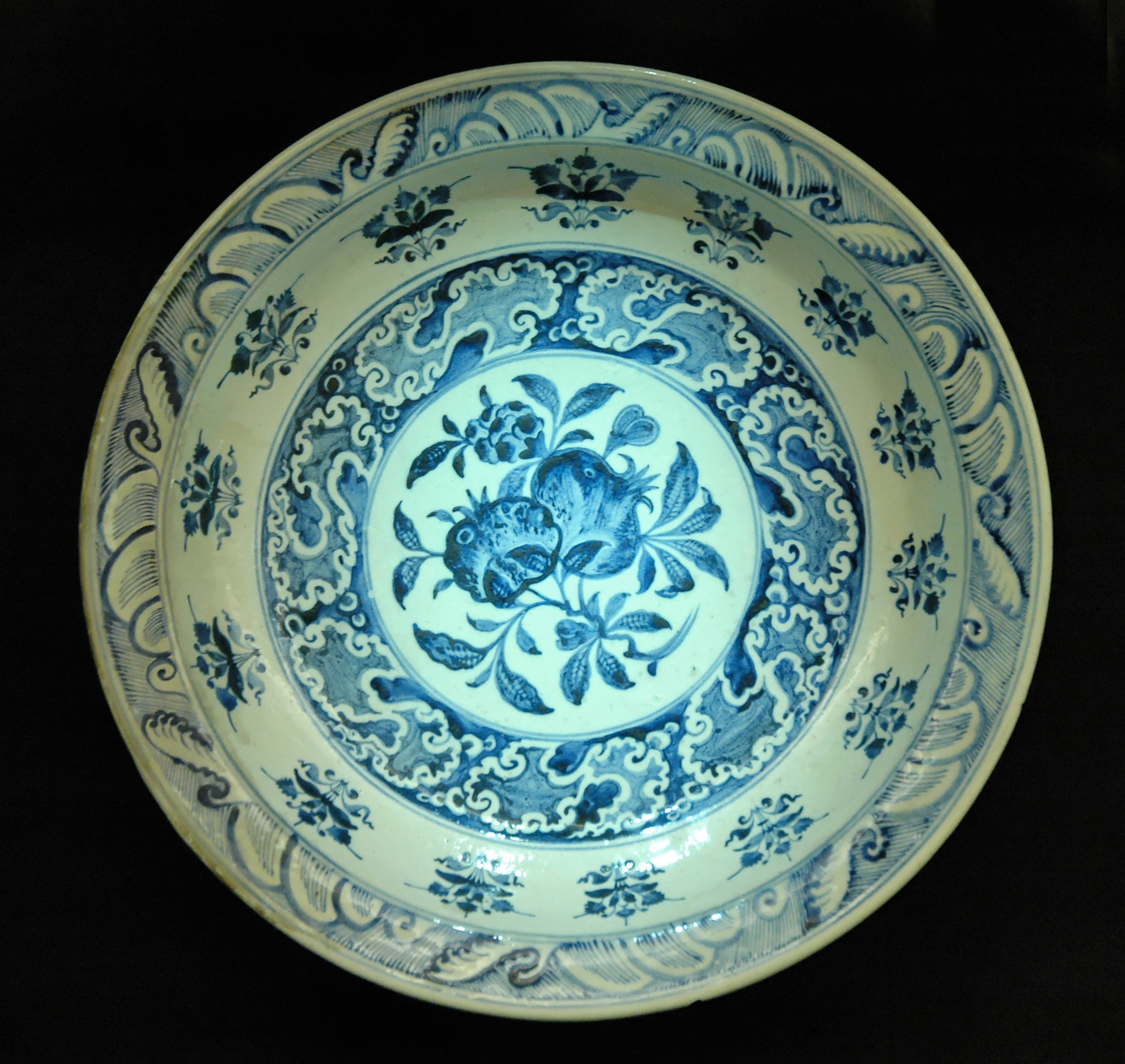
Plato decorado con dos granadas, c. 1500, el Louvre.

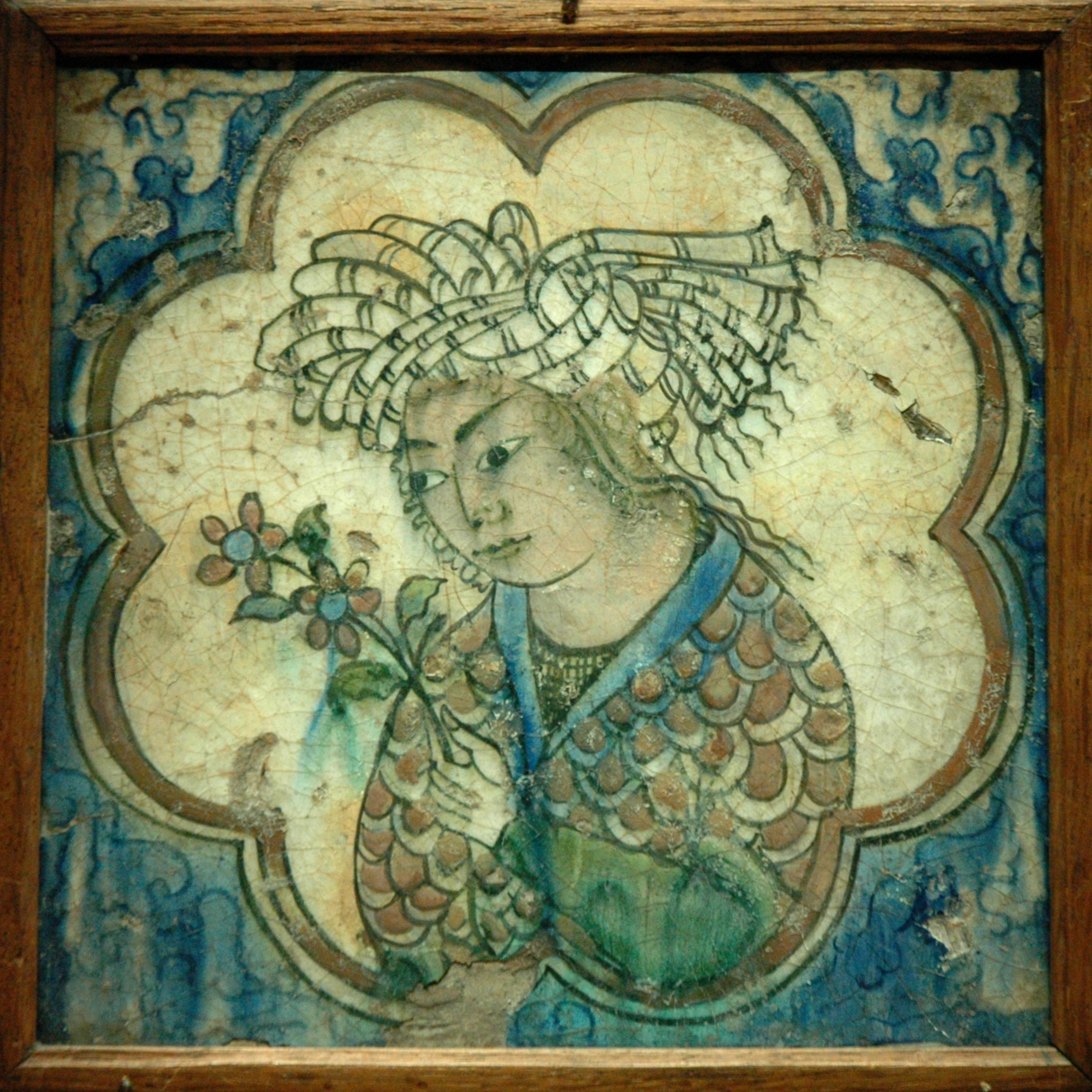
Azulejos representando a un hombre joven. Loza de barro, pintado en resbalón y bajo un esmalte transparente. Noroeste de Irán, Cerámica Kubachi,.

El estudio y datación de la cerámica en Shah Ismail y Shah Tahmasp es difícil porque hay pocas piezas que datan o que mencionan el lugar de producción. La porcelana china fue acogida por la elite, y fue de mayor valor que las producciones locales; Shah Abbas I donó gran parte de la colección real de los santuarios en Ardabil y Mashhad, la renovación de una habitación en Ardabil para mostrar piezas en nichos. Muchos sitios de talleres han sido identificados, aunque no con certeza, en particular: Nisapur, Kubachi mercancías, Kermán (moldeado piezas monocromáticas) y Mashhad . Reflejo metálico fue restablecido, utilizando una técnica diferente de la producción anterior, y por lo general haciendo piezas pequeñas con un diseño en un color cobre oscuro sobre un fondo azul oscuro. A diferencia de otras mercancías, éstos utilizan formas tradicionales de Oriente Medio y la decoración en lugar de los de inspiración china.
En general, los diseños tienden a imitar a los de la porcelana china, con la producción de piezas azules y blancas con acabados chinos y con adornos tales como nubes chi, y dragones. El azulejo persa se distingue del azulejo chino por sus más numerosas y sutiles matices. A menudo, los cuartetos de poetas persas, a veces relacionados con el destino de la pieza (alusión al vino con una copa, por ejemplo) se producen en los patrones de desplazamiento. Un tipo completamente diferente de diseño, mucho más rara, lleva iconografía muy específica al islam (zodiaco islámico, escalas de brotes y arabescos) y parece haber sido influenciado por el mundo otomano, como lo demuestran los anthemios afilados con plumas (madreselva) adornos ampliamente utilizados en Turquía. Los nuevos estilos de figuras aparecieron, influenciados por el arte del libro: jóvenes, coperos elegantes, mujeres jóvenes con siluetas curvas, o aún árboles de ciprés de enredand sus ramas, que recuerda a las pinturas de Reza Abbasi.
Se produjeron numerosos tipos de piezas: copas, platos, botellas de cuello largo, escupideras, etc. Una forma común es frascos con cuellos pequeños y cuerpos aplanados en un lado y muy redondeadas por el otro. Formas tomadas de la trabajo de la metalistería islámica con decoración inspirada en gran medida en la porcelana china son característicos. Con el cierre del mercado chino en 1659, la cerámica persa se elevó a nuevas alturas, para cumplir con las necesidades europeas. La aparición de falsas señales de talleres chinos sobre las espaldas de algunas cerámicas marcó el sabor que se desarrolló en Europa para la porcelana del Lejano Oriente, satisfecho en gran parte por la producción safawí. Este nuevo destino dio lugar a un uso más amplio de iconogrfía china y exótica (elefantes) y la introducción de nuevas formas, a veces sorprendentes (hookahs, placas octogonales, objetos con forma de animales).

## Colecciones
Hay grandes colecciones de cerámica persa en el Museo Británico, el Museo Hermitage, el Museo Real de Ontario, y en otros lugares. En 2013, el Museo Real de Ontario, en colaboración con Editores Brill en Holanda, publicó un libro especial sobre este arte titulado "Persian Pottery in the First Global Age".